# ميلانين عصبي

6،5-ثنائي هيدروكسي الإندول، هو المونومر (الوحدة البنائية) في تركيب الميلانين العصبي.

الميلانين العصبي هو خضاب غامق اللون يوجد في الدماغ، وله ارتباط وثيق ببنية الميلانين؛ وله بنية بوليميرية تتألف من وحدات 6,5-ثنائي هيدروكسي الإندول.
يوجد الميلانين العصبي بكميات كبيرة في مجموعات خلايا الكاتيكولامينية في المادة السوداء في الدماغ والموضع الأزرق، مما يعطيها لوناً غامقاً لهذه البنى.

## الخواص
يعد الميلانين العصبي نوعاً من الميلانين، وهو لا يذوب في المذيبات العضوية، ويمكن وسمه بالتلطيخ بالفضة. يسمى بالميلانين العصبي بسبب وظيفته وتغير اللون الذي يرافق وجوده في خلايا الأنسجة الحاوية عليه.
يعتقد أن له دوراً في حماية العصبونات في المادة السوداء من الإجهاد التأكسدي، خاصة أن له بنية مقاومة للجذور الحرة كما يقوم بدور فعال في تمخلب الأيونات الفلزية.